# Daqdaqabad
Dāqdāqābād (farsi داقداق آباد) è una città dello shahrestān di Kabudarahang, circoscrizione Centrale, nella provincia di Hamadan. Aveva, nel 2006, una popolazione di 4.879 abitanti.